# Florence Goodenough
Florence Laura Goodenough (* 6. August 1886 in Honesdale, Pennsylvania; † 4. April 1959 in Lakeland, Florida) war eine US-amerikanische Psychologin, die sich unter anderem mit Intelligenztests für Kinder (Goodenough Draw-A-Man Test) befasst hat, die auf der Beurteilung von Zeichnungen basieren.

## Leben
Goodenough studierte an der Columbia University u. a. bei Leta Hollingworth (1886–1939) und konnte 1921 erfolgreich mit einem M.A. abschließen. 1924 wurde sie an der Stanford University promoviert. 1931 wurde sie Professorin an der University of Minnesota.
Am 4. April 1959 starb Florence Goodenough an den Folgen eines Schlaganfalls.
Während ihres wissenschaftlichen Lebens veröffentlichte Goodenough neun Bücher und 26 Artikel in verschiedenen Fachzeitschriften.

## Schriften (Auswahl)
Aufsätze
- Kapitel 14. In: Carl Murchison (Hrsg.): Handbook of Child psychology (The international university series in psychology; Bd. 10). 2. Aufl. Clark University Press, Worcester, Mass. 1933.

Monografien
- Anger in Young Children. Greenwood, Westport, Conn. 1976, ISBN 0-8371-5894-X (Nachdr. d. Ausg. New York 1931).
- Exceptional children. Appleton-Century-Crofts, New York 1956.
- Experimental child study (The century psychology series). Century Books, New York 1931 (zusammen mit John Edward Anderson).
- Measurement of Intelligence by Drawings. Ayer, Salem 1992, ISBN 0-405-06462-4 (Nachdr. d. Ausg. New York 1925).
- The mental growth of children from two to fourteen years. Greenwood, Westport, Conn. 1975, ISBN 0-8371-5895-8 (Nachdr. d. Ausg. New York 1942).
- Mental testing. Its history, principles, and applications. Johnson, New York 1969 (Nachdr. d. Ausg. New York 1949).